# Коби Брайънт
Коби Бийн Брайънт (на английски: Kobe Bean Bryant) е американски баскетболист, играл за Лос Анджелис Лейкърс на позицията гард от 1996 до 2016 г. Брайънт е висок 198 см. Петкратен шампион е на НБА (2000, 2001, 2002, 2009, 2010) и двукратен олимпийски шампион (2008, 2012). Баща на четири дъщери. Загива в катастрофа с хеликоптер заедно с една от дъщерите си и още 7 души на 26 януари 2020 г.

## Ранни години
Роден е на 23 август 1978 г. във Филаделфия, в семейството на баскетболиста от НБА Джо Брайънт. Родителите му избрали името Kobe, докато обядвали в ресторант прочутото говеждо от едноименния японски град. Когато е на шест години, семейството му се мести в Италия, където баща му играе професионално баскетбол. Така Коби се научава да говори италиански и испански, а също така става голям фен и на футбола (любимият му отбор е Милан). На абитуриентския бал в гимназията дама му е R'n'B певицата Бранди. През 1991 г. семейството му се връща в САЩ и Коби започва да играе в отбора на гимназията Lower Merion, в родната Филаделфия. През последната си година в гимназията Коби извежда отбора си до щатската титла за първи път от 53 години с 30.8 точки средно на мач. Въпреки че изкарва отлични оценки, гарантиращи му прием във всеки елитен колеж, Коби решава да се присъедини директно към НБА през 1996 г.

## НБА
Въпреки че е избран в драфта от Шарлът Хорнетс, преди началото на сезон е разменен с Владе Дивац и преминава в Лос Анджелис Лейкърс, където остава до края на кариерата си. Оказал се на 17 години в НБА (рекорд за най-млад играч), Коби преживява трудни първи три години с малко шансове за изява и ограничени игрови минути.
С идването на Фил Джаксън като треньор през 1999 г. Коби става основна фигура в отбора заедно с Шакил О'Нийл. Следват три поредни шампионски титли, а след напускането на Шакил, Коби става безспорния лидер на „езерняците“. През 2006 на мач с Торонто Раптърс, бележи в един мач 81 точки (второ най-добро постижение в историята на НБА, а през 2009 и 2010 г. извежда Лос Анджелис Лейкърс до 15-а и 16-а титла. Печели наградата за най-полезен играч (MVP) през редовния сезон през 2008.
На 13 април 2016 г., Коби изиграва последният си мач като играч в НБА. Вкарва 60 точки и осигурява победата на Лейкърс над Юта Джаз, прекратявайки 20-годишната си професионална баскетболна кариера.

## Обвинения в сексуално посегателство
През 2003 г. е обвинен в изнасилване от служителка в хотел в Колорадо. Обвиненията са снети, след като служителката отказва да свидетелства в съда.

## Личен живот
От 2001 г. има сключен брак с Ванеса Лейн, с която има 4 деца.
Добър приятел е със звездата на Милан, Роналдиньо.

## Други дейности
През 2009 г. е поставен от списание Форбс на второ място в списъка за най-богати атлети в света с 45 млн. щатски долара, след безспорния номер едно Тайгър Уудс.
През 2017 г. Брайънт пише сценария за късометражния анимационен филм „Скъпи баскетбол“, за който печели награди „Оскар“ и „Ани“.

## Смърт
Около 10 часа сутринта на 26 януари 2020 г., Брайънт, неговата 13-годишна дъщеря Джиана и седем други загиват в катастрофа с хеликоптер в Калабасас, Калифорния. Машината, Sikorsky S-76, се разбива в планините над Калабасас в мъгливо време.